# Lutte anti graffiti
La lutte anti graffiti concerne la restitution des lieux où les graffiti pose un problème relatif à la salubrité urbaine ainsi qu'à la liberté d'expression que les autorités de certains pays tentent de limiter ou d'interdire.

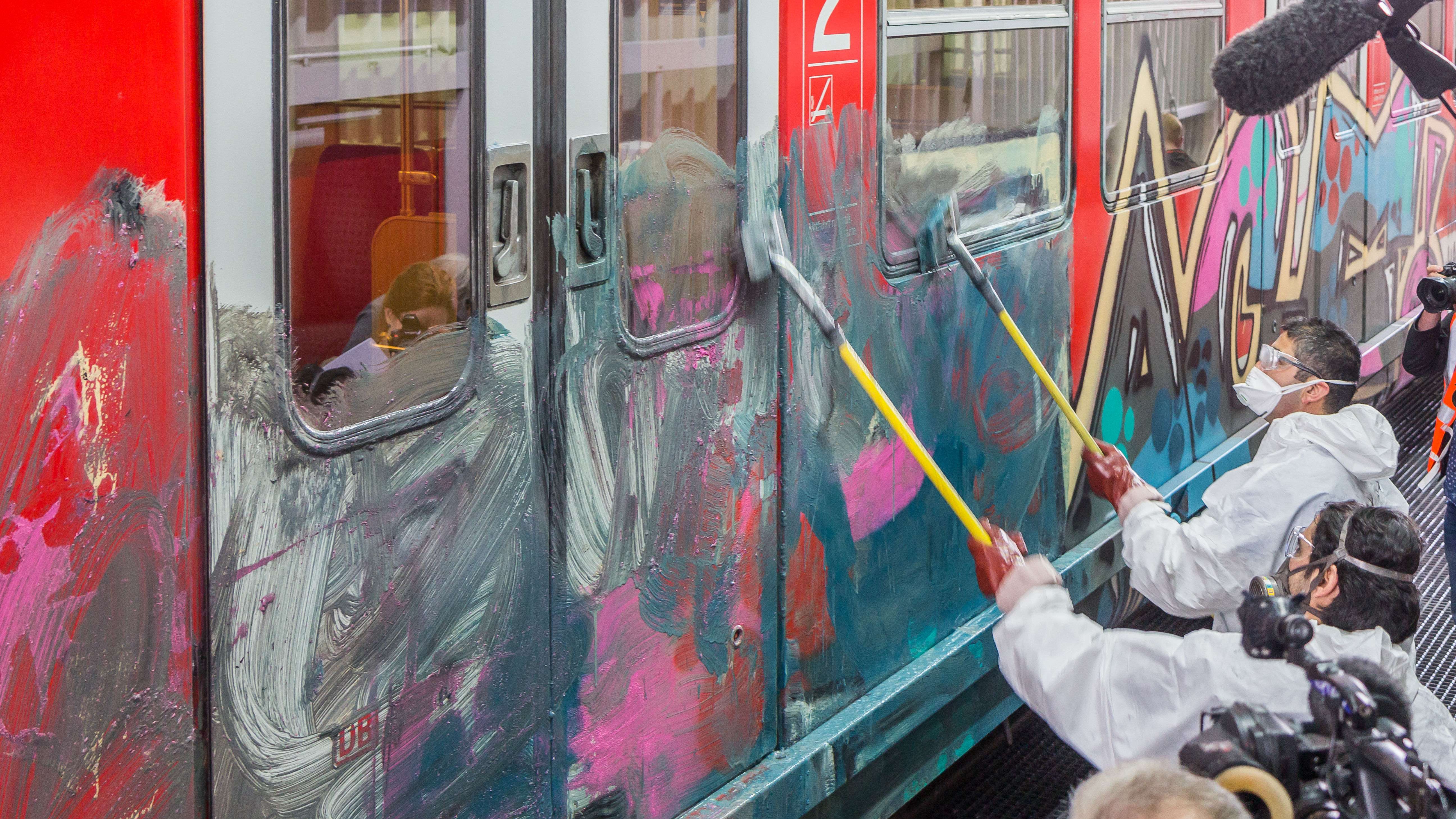
Nettoyage chimique de graffiti sur un train en Allemagne.

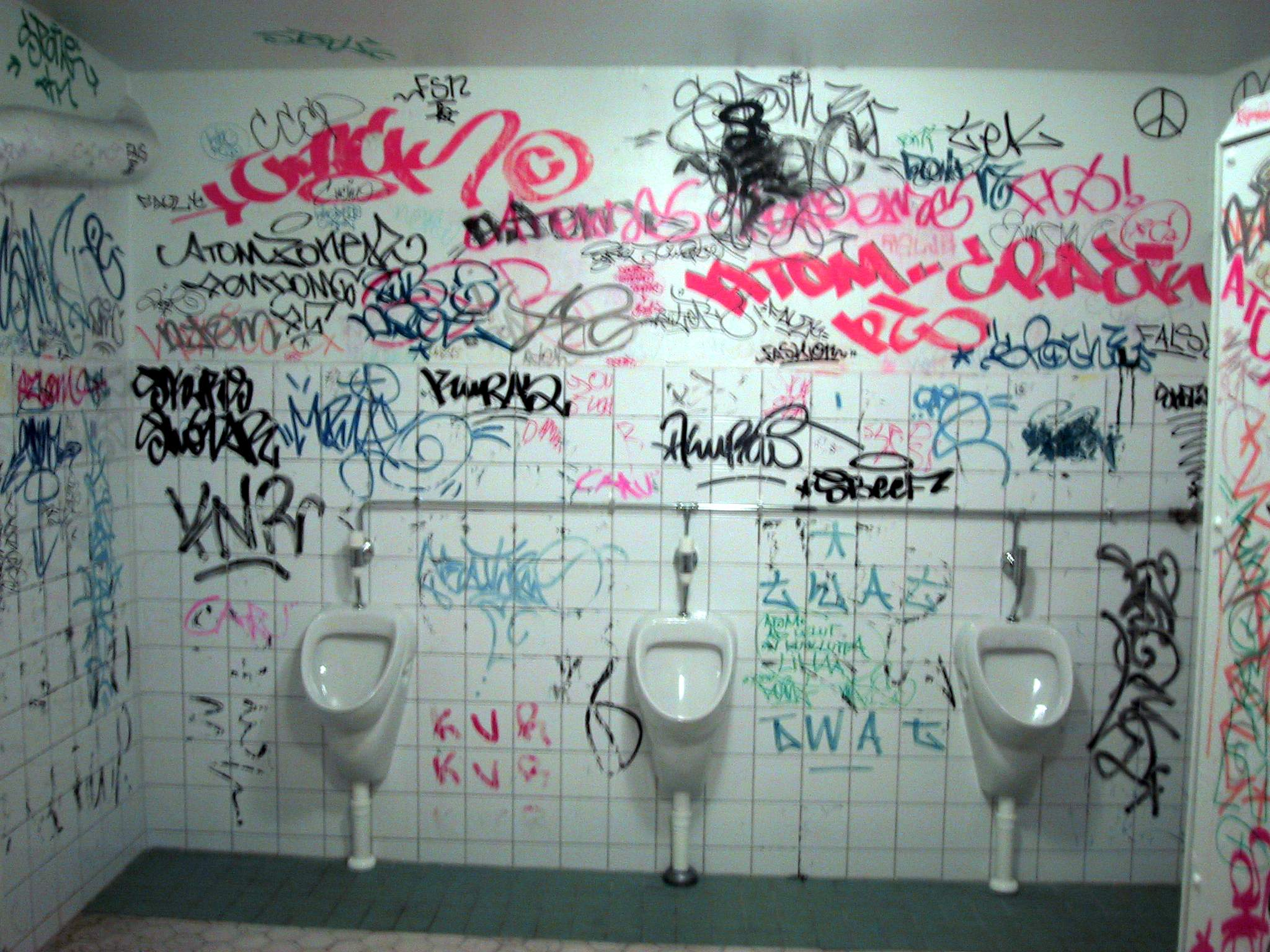
Tags dans des toilettes à Helsinki en Finlande.

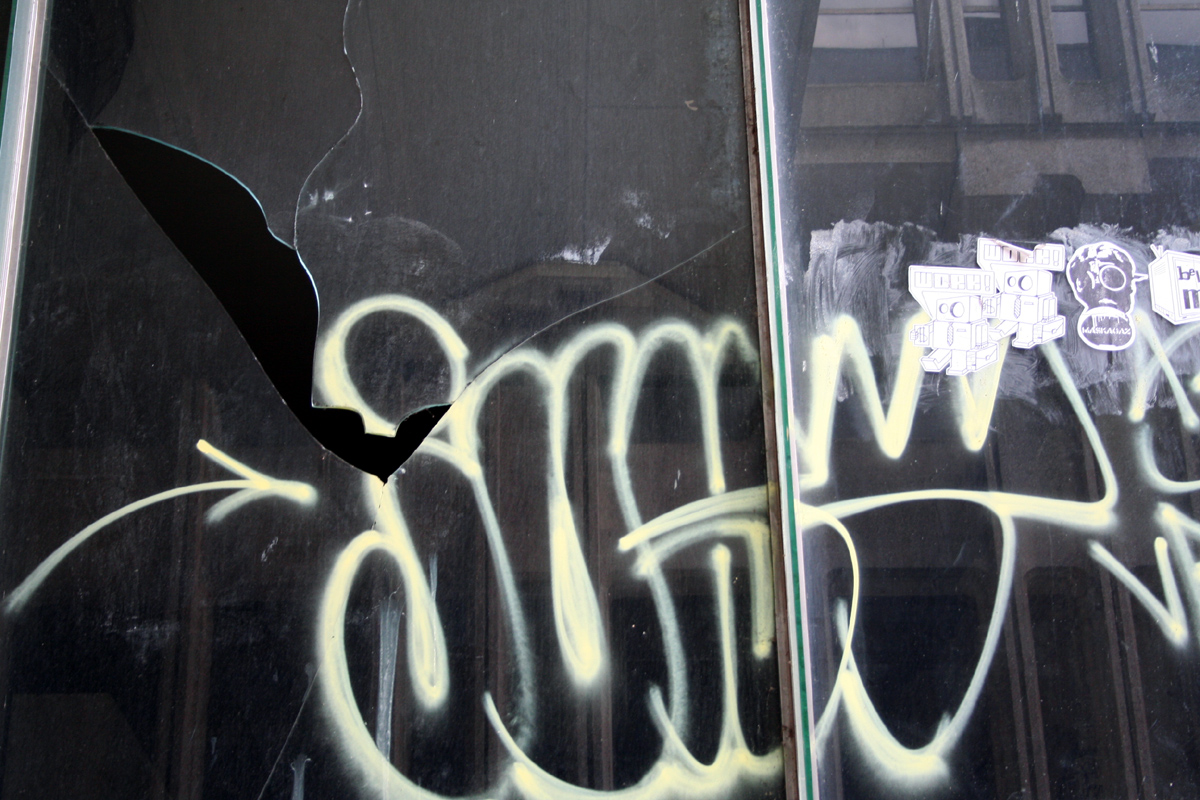
« Throw-up » sur le Palais des Congrès, à Rouen.

## Italie
En Italie, en 2006 est créé l'association Antigraffiti avec des personnes pour lutter contre les dégradations urbaines et inviter des volontaires à descendre dans les rues, armés d'éponges et de détergent pour remettre les murs en état. Ce mouvement s'est étendu à plus de treize villes d'Italie en instaurant le Cleaning day : un jour national de nettoyage des centres historiques.

## États-Unis

### New York
La ville de New York et la Metropolitan Transportation Authority (MTA) (qui gère des transports en commun dans l'agglomération new-yorkaise) ont pris vers la fin des années 1970 la décision d'éradiquer le graffiti du métro. L'accès aux rames est devenu plus difficile et bien gardé, les métros peints n'étaient plus sortis et étaient nettoyés le plus rapidement possible. De 1984 à 1989, mille employés du métro new-yorkais nettoient les 6 245 wagons et 465 stations, pour un coût annuel de 52 millions de dollars. Ces efforts pousseront les graffeurs à abandonner le métro pour peindre sur des murs et sur des toiles. Certains devront, au passage, changer de nom. Le maire Rudolph Giuliani, qui prône une « tolérance zéro » à la délinquance, fait à partir de 1994 du graffiti urbain non autorisé une de ses cibles prioritaires, considérant qu'un délit impuni, qu'une cabine téléphonique endommagée, qu'un tag ou qu'un simple carreau cassé sont le début de la paupérisation de tout un quartier.

## France
En France, c'est surtout le graffiti politique qui est pourchassé avec sévérité[réf. nécessaire] et le graffiti à vocation visuelle est d'abord considéré comme une curiosité ; mais dès le milieu des années 1980, la ville de Paris s'équipe de machines à pression pour effacer les graffitis sur les murs et commence, tout comme la RATP, à déposer des plaintes. L'époque est aussi celle d'une débauche d'affichage sauvage à caractère publicitaire (politique, services minitels) et les machines anti-graffiti servent aussi à retirer les affiches. Vers 1987, les métros parisiens sont même couverts de tags et la population se lasse nettement, ce qui conduit à un durcissement judiciaire (y compris dans les lieux qui traditionnellement ne posaient pas de problèmes comme les entrepôts désaffectés). Vers 1990, la RATP est parvenue à marginaliser le tag dans le métro, sinon à l'éradiquer, le rendant au passage plus propre qu'il n'avait jamais été. Une évolution comparable a été observée dans d'autres capitales d'Europe touchées par le phénomène. Aujourd'hui, de nombreuses villes françaises d'importance moyenne ont investi dans des machines anti-graffiti, ce qui représente un coût non négligeable. Les sociétés de transport, particulièrement visées, y consacrent aussi une partie de leur budget ; la SNCF chiffre par exemple le coût du nettoyage des graffitis de ses trains à 5 millions d'euros par an. En 2001, le gouvernement estime le coût du nettoyage et la prévention des graffitis à plusieurs dizaines de millions d'euros par an.
On observe cependant depuis 2006 que sur les lignes du RER parisien ainsi que celles du Transilien gérées par la SNCF, les graffitis sont effacés par la SNCF : ils sont badigeonnés de peinture blanche dans le but de décourager les graffeurs d'opérer sur ses voies dans le cœur de Paris.
Le nettoyage est assuré gratuitement par certains services municipaux: certaines municipalités ont mis en place des services spécialisés pour nettoyer les graffitis situés sur les façades des bâtiments en limite des voies publiques sans qu’il soit besoin de pénétrer dans une propriété privée. Ces services peuvent être gratuits ou à un tarif préférentiel moyennant un abonnement. Les interventions sont effectuées sous quelques heures à 48h maximum.

## Israël
Dans la bande de Gaza l'armée israélienne interdit les graffitis ; les graffeurs devant être protégés par les combattants palestiniens. Après être arrivé au pouvoir, le Hamas a imposé une censure à l'encontre du Fatah, dont les graffeurs n'ont plus le droit d'écrire de slogans politiques.

## Union européenne
Dans l'Union européenne, pour préserver l'environnement, le nettoyage des graffitis par l'autorité publique est soumis à des normes publiques.

## Controverses
Depuis les débuts du « tag » à New York (début des années 1970), la controverse « Art ou vandalisme ? » divise. Par exemple, un éditorial du New York Sun de juillet 2002 s'en prend violemment au New York Times (lequel n'évoque que les questions artistiques) en comparant le graffiti à des métastases et conclut par cette phrase 

« le Times fournit le discours idéal pour une génération qui refuse de grandir. »

Si l'on se fie à la théorie de la vitre cassée développée aux États-Unis, le graffiti est un facteur d'insécurité, car il laisse aux populations le sentiment que leur quartier est délaissé par les pouvoirs publics et que les incivilités sont impunies.
D'autres points de vue, pas forcément contraires, peuvent être avancés[Par qui ?] : avec les graffitis, les jeunes s'occupent de manière créative (et donc positive), s'approprient l'espace public et lui apportent même une gaîté chromatique parfois bienvenue.

## Lutte par les moyens techniques

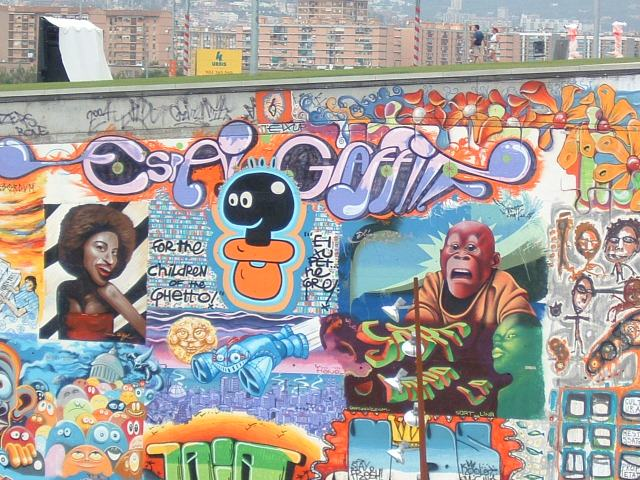
Mur dédié au graffiti, à Barcelone.

### Prévention

#### Supports anti-tags
Des moyens techniques ont été mis au point pour décourager les graffiteurs, comme l'utilisation de vernis, de films plastique anti-graffiti et de peintures anti-tags (qui empêchent la peinture de sécher correctement ou facilitent les opérations de nettoyage) ou encore la décoration des surfaces par des motifs qui rendent les tags illisibles (testé en France par la RATP au cours des années 1980, sans grand succès). Aujourd'hui les vitres des métros de la plupart des lignes parisiennes sont par exemple recouverts de films plastiques changés régulièrement, ce qui décourage leur gravure par les tagueurs.

#### Accès au matériel
La régulation de la vente des produits servant à faire des graffitis est un moyen classique de lutte en amont contre le « tag ». Elle est mise en application dans de nombreux villes et comtés des États-Unis. Elle a été proposée (mais non retenue) par la mairie de Paris en 1992 et par Gérald Tremblay, maire de Montréal, en 2006. Cette régulation peut prendre plusieurs formes différentes : interdiction à ceux qui en vendent d'exposer des bombes de peintures au public ; interdiction de vente de bombes de peinture aux mineurs ; interdiction de vente de marqueurs indélébiles d'une certaine épaisseur ; incorporation du prix du nettoyage au prix du matériel.

#### Encadrement des graffeurs
La mise à disposition de murs dédiés au graffiti (comme à Venice Pit en Californie, comme au Palais de Tokyo à Paris et à Gatineau, Qc. où il y a 29 sites autorisés), est une pratique couramment mise en œuvre par des municipalités ou autres institutions et dont le but avoué est de canaliser de manière localisée l'énergie créative des auteurs de graffitis. Ces derniers ne se prêtent pas toujours au jeu, par peur qu'il ne s'agisse d'une ruse pour savoir leur identité ou parce qu'ils considèrent toute institutionalisation du graffiti comme absurde ou dommageable à l'essence subversive du graffiti. Les commandes de décorations à des graffiteurs, l'organisation de festivals de graffiti (Kosmopolite à Bagnolet, depuis 2002 ; Jam graffiti à Chalon-sur-Saône, etc.) ont le même but.
Le site nograffiti.com observe que les expositions consacrées aux graffitis et autres murs d'expression libres n'envoient pas forcément un message clair car leur périmètre est immanquablement vandalisé : au lieu de circonscrire les graffitis à une zone autorisée, ces pratiques constitueraient donc un encouragement au vandalisme.

### Réparation

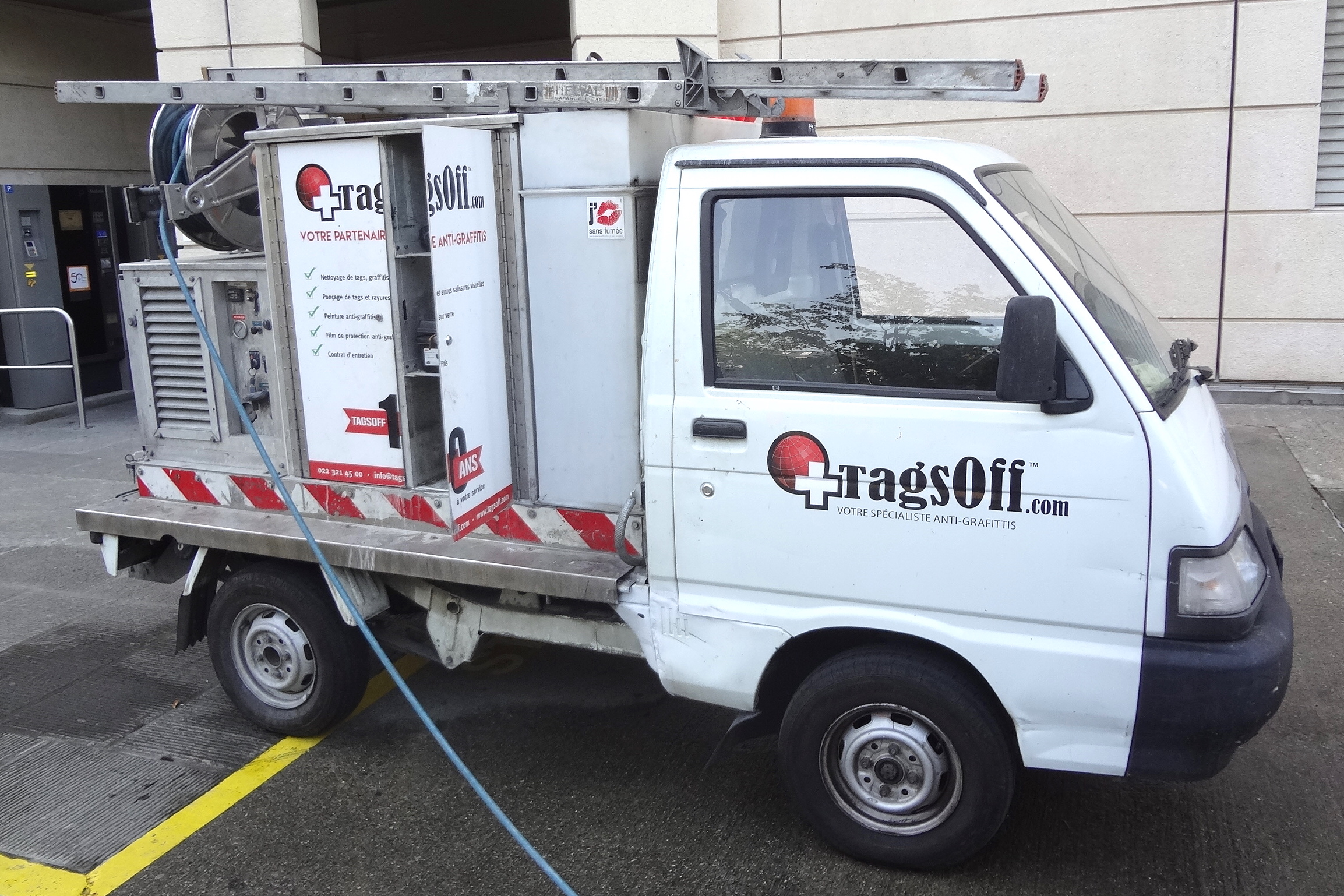
Entreprise genevoise de nettoyage de graffitis.

Les surfaces couvertes peuvent être traitées avec des outils tels que le jet d'eau à forte pression, le jet de sable, l'hydrogommage, ou des dissolvants, l'aérogommage (sablage basse pression à l'aide de minéral biodégradable et chimiquement neutre), nettoyage cryogénique. Certains graffitis sont simplement recouverts à la peinture, sans chercher à retrouver l'aspect d'origine du mur, en partant du principe qu'un lieu où les graffitis ne restent pas longtemps décourage les graffeurs.

#### Nettoyage et dissolution de la peinture
Le nettoyage et la dissolution de la peinture peuvent s'opérer avec du White Spirit, de l’eau de javel, du bicarbonate, ou de l'alcool à brûler. Ces solutions ont l'avantage d'être moins couteuses.

### Surveillance
Pour le métro de New York, la MTA et la mairie, sous l'administration du maire Ed Koch, ont empêché l'accès aux rames de métro en entourant les dépôts de trains de deux rangées de hauts grillages barbelés et en lâchant des chiens dans le couloir formé par ces clôtures. Additionnée à une politique de nettoyage systématique des trains, la méthode a fonctionné.
En 2003 à Los Angeles, a été mis en place un système technique sophistiqué nommé « Tagger Trap » (« piège à tagueurs », de la société Axium Technologies). Il permet de repérer, grâce à leur son très spécifique, des bombes de peinture que l'on actionne. Ce système aurait permis de repérer et d'arrêter de nombreux taggers en pleine action.
Par ailleurs, des sociétés américaines se sont spécialisées dans la collecte et le recoupement d'informations sur les graffitis, permettant aux pouvoirs publics une « traçabilité » du tag afin de recenser toutes les œuvres d'un auteur et d'étendre les condamnations bien au-delà du flagrant délit[réf. nécessaire].

### La bataille de la communication

Un graffiti au sujet de l'effacement des graffitis, par Banksy, à Londres

Aux États-Unis, une campagne anti-graffiti est lancée en 1981 par la ville de New York, portée par des célébrités new-yorkaises telles que les boxeurs Héctor Camacho et Alex Ramos, les acteurs de Fame Irene Cara et Gene Ray ou encore le champion de baseball Dave Winfield. Ces personnalités sont réunies sous le slogan : « Make your mark in society, not on society » (« Laissez votre empreinte dans la société, pas sur la société »)
En France, la RATP lance une campagne d'affichage au début des années 1990 présentant le tag de Megaton et avertissant que les graffitis seront désormais effacés immédiatement : « Bien que nos galeries soient les plus fréquentées, certains modes d'expression n'y auront plus leur place ». Huit ans plus tôt, la régie des transports parisiens avait réalisé avec Futura 2000 une campagne publicitaire pour ses services.
En 2003, toujours en France, la SNCF attaque les magazines Graff'it, Graff Bombz et Mix Gril, accusés d'encourager le graffiti sur les trains en en publiant des photographies. L'indemnité réclamée, de 150 000 euros pour chaque journal, suffirait à faire disparaître ces journaux. Déboutée en première instance, la SNCF fait appel. Les trois journaux recevront le soutien de toute la presse et de la Ligue des droits de l'homme, qui considèrent qu'une victoire de la SNCF constituerait une inquiétante remise en question du libre droit d'informer.
Les sites web sont également inquiétés et encouragés à fermer leur base de données récoltant photos de graffiti (notamment la plus grosse base de données de l'époque qui ne comptait pas moins de 25 000 membres et plus de 600 000 photos de France mais aussi de Suisse et de Belgique).
La cour d'appel de Paris confirmera la décision du 1er degré (15 octobre 2004) le 27 septembre 2006, se basant sur le fait que des wagons étaient peints bien avant la création de ces magazines qui n'ont d'ailleurs pour objet que « d’être les témoins de l’art dans la rue et de reproduire les nouvelles créations en ce domaine » (dixit la cour d'appel). La cour a également reconnu le caractère artistique du graffiti et réfuté l'accusation d'incitation à la dégradation (le nombre de wagons peints étant en diminution).

## Lutte par les moyens judiciaires

### Dispositif légal

#### États-Unis
Aux États-Unis, les comtés et les villes apportent des réponses diverses au problème du graffiti. Certains lieux comme le comté de Los Angeles se contentent de réglementer la vente de produits pouvant servir à graffiter tandis que la ville de Los Angeles dispose elle d'un arsenal de décrets bien plus sévère qui s'étend jusqu’à la rémunération de la dénonciation[réf. nécessaire]. Les décrets locaux concernant le graffiti aux États-Unis peuvent contenir les rubriques suivantes :
- déclaration du caractère nuisible du graffiti (s'étendant parfois à des considérations esthétiques)[13],
- réglementation de la vente de matériel pouvant servir à faire des graffitis (bombes, marqueurs indélébiles, etc) : vente aux adultes uniquement, inaccessibilité du matériel, etc.,
- réglementation, sur la voie publique, de la détention de matériel pouvant servir à faire des graffitis,
- définition de peines encourues pour les graffitis exécutés sans l'accord explicite du propriétaire du support : amendes, travaux pour la communauté, etc.,
- responsabilisation des parents d'auteurs de graffitis,
- appels à dénoncer les graffiteurs.

#### France
Lorsqu'ils ne sont pas faits sur des supports autorisés, les graffitis constituent, pour le droit pénal français, une « destruction, une dégradation ou une détérioration volontaire d'un bien appartenant à autrui », qui est punie :
- d'une contravention de 5e classe (1 500 euros ou plus) s'il n'en résulte qu'un dommage léger (Article R.635-1 du Code Pénal).
- d'une amende pouvant atteindre 30 000 euros et d'une punition pouvant atteindre 2 ans d'emprisonnement dans les autres cas (Article 322-1 du Code Pénal).

L'article 322-1 du Code pénal prévoit aussi que « le fait de tracer des inscriptions, des signes ou des dessins, sans autorisation préalable, sur les façades, les véhicules, les voies publiques ou le mobilier urbain est puni de 3 750 euros d'amende et d'une peine de travail d'intérêt général lorsqu'il n'en est résulté qu'un dommage léger ». Depuis mars 2011, il est complété par l'article 322-3 qui prévoit que la sanction est relevée à 15 000 euros d'amende et d'une peine de travail d'intérêt général, lorsque, entre autres, « le bien détruit, dégradé ou détérioré est  destiné à l'utilité ou à la décoration publiques et appartient à une personne publique ou chargée d'une mission de service public » (par exemple, les radars automatiques).

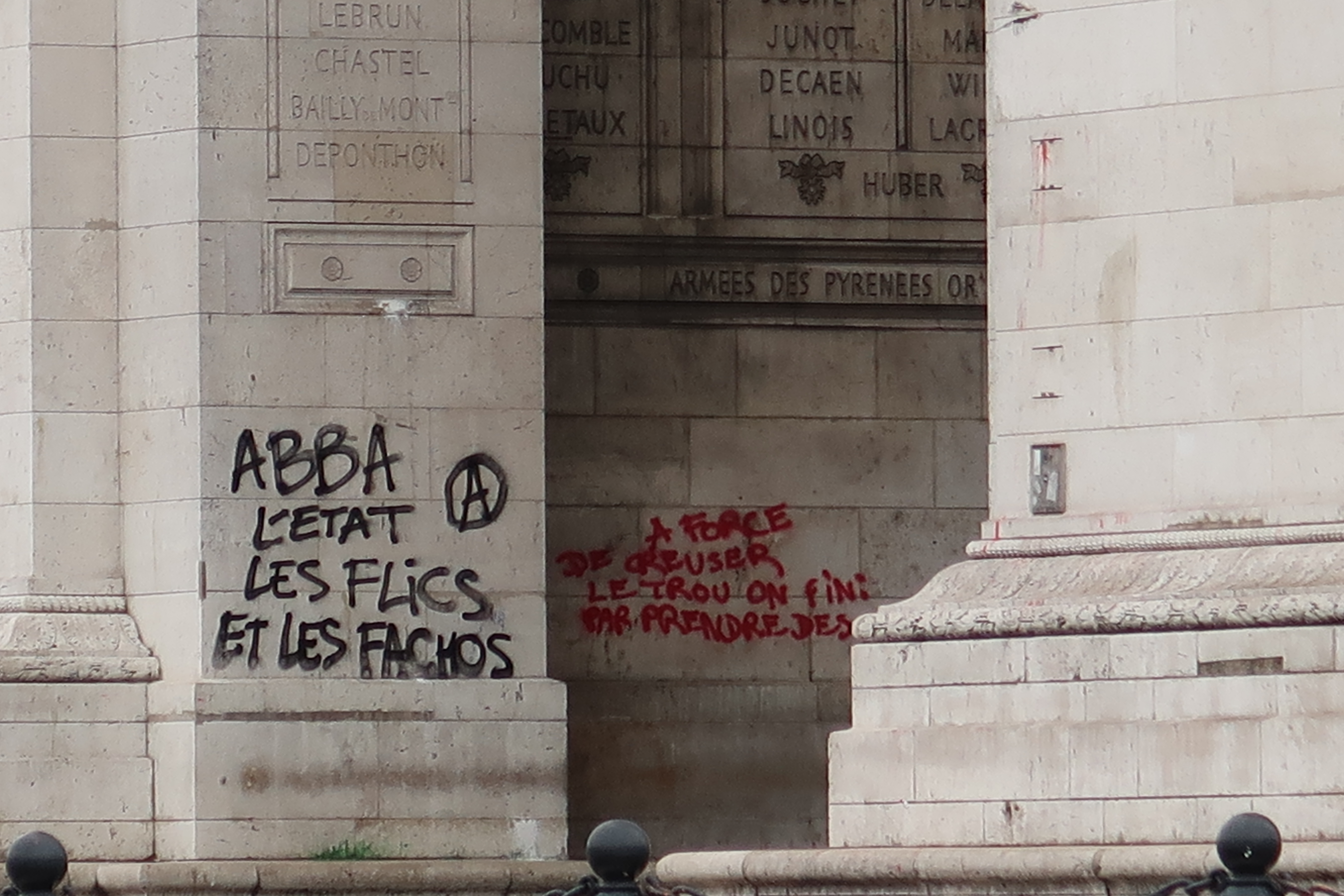
Tags anarchistes lors de la dégradation de l'Arc de triomphe le 1er décembre 2018 pendant l'acte III du mouvement des Gilets jaunes.

Par ailleurs, la teneur des inscriptions (menaces de mort, incitation à la haine raciale, diffamation, etc.) peut constituer un délit en soi.

##### Affaire de la SNCF et RATP
En 1999, la SNCF se dote d'une mission « Propreté » qui établit des contacts avec la Police nationale et se dote de ses propres agents enquêteurs. Ces derniers sont munis d'appareils photo numériques afin de photographier et répertorier des graffitis dans tout l'hexagone.
À partir de 2001, plusieurs magistrats demandent aux policiers de remonter jusqu'aux éditeurs de revues et de sites Internet consacrés aux graffitis, de répertorier les tags et leurs auteurs afin de les traduire devant la justice. Désormais, la justice souhaite poursuivre les tagueurs, non seulement pris sur des faits de flagrant délit mais sur l'ensemble des tags qui présentent leur signature ou leurs caractéristiques. Dès juin 2001, toutes les photos de tags prises par les agents de la SNCF sur toute la France et de la RATP sur la région parisienne sont centralisées ; répertoriées et analysées par des spécialistes, afin d'attribuer chaque graffiti à son auteur, voire l'équipe responsable. Les policiers remontent peu à peu les filières des sites et des journaux, grâce aux agendas et aux papiers saisis, et de plus en plus de membres de bandes sont arrêtés. Lors de perquisitions, les policiers récoltent divers éléments de preuve comme des revues, carnets d'adresses, agendas, sites Internet, contenus des messageries et adresses IP des correspondants, numéros de téléphones portables, informations permettant de pénétrer de nuit dans les bâtiments et garages de la SNCF et de la RATP. Certains graffeurs prennent peur et un collectif d'avocat commence à donner dans les revues des conseils aux tagueurs en cas d'arrestation.
Début 2003, une vaste enquête regroupant des agents de la Police nationale, de la SNCF et de la RATP, aboutit au démantèlement d'un réseau de 150 graffeurs qui auraient causé plusieurs dizaines de millions d'euros de dégâts depuis 1999 (selon le gouvernement en 2001, le nettoyage et la prévention des graffitis coûterait plusieurs dizaines de millions d'euros par an). Jusqu'ici, les tagueurs n'étaient poursuivis que pour les dégradations dont on avait prouvé en flagrant délit qu'ils étaient les auteurs. Les graffiteurs n'étaient souvent condamnés qu'à des travaux d'intérêts généraux consistant notamment à réaliser des fresques pour le compte de la SNCF[réf. nécessaire]. Cependant les sociétés de transports publics et l'État se sont retrouvés confrontés à une pratique du tag de plus en plus mal vécue par les usagers,, marquage indélébile des vitres à l'aide de pointes de tungstène, projections à l'acide sur l'acier des wagons, altercations avec les agents de la SNCF[réf. nécessaire].
Le premier procès, qui voit comparaître 56 graffeurs, a lieu en 2005 à Versailles. Il n'est plus question d'amendes légères car les parties civiles (SNCF, RATP, Ville de Paris, etc.) demandent d'importantes sommes en dommages-intérêts. D'après le parquet de Versailles, le montant des dégradations s'élève à 1,5 million d'euros et l'ensemble des parties civiles réclament 1,8 million d'euros. Après de multiples rebondissements,, les graffeurs sont amnistiés au pénal en 2009 et les dommages-intérêts sont refusés en 2011 au civil. Un appel se tient en mai 2012.